# Первомайский фарфоровый завод
Первома́йский фарфо́ровый заво́д (ЗАО «Первома́йский фарфо́р») — ныне не действующее предприятие по производству фарфора в посёлке Песочное (на клеймах — «Песочное на Волге») Рыбинского района Ярославской области. Предприятие, основанное в 1884 году как кирпичный завод, являлось посёлкообразующим и проработало до 2012 года.

## История
Предприятие основано в 1884 году купцом П. А. Никитиным как кирпичный завод. Через год на нём было освоено производство фарфоровой и фаянсовой посуды и предприятие стало называться «Фабрика фарфоровой и фаянсовой посуды Павла Андреевича Никитина и К в Рыбинске». В 1886 предприятие было продано торговому дому «Карякин и Рахманов», в 1894 году оно оказалось в собственности лидера отрасли «Товарищества по производству фарфоровых и фаянсовых изделий М. С. Кузнецова». К началу XX века завод прекратил выпуск фаянсовых изделий, сконцентрировавшись на производстве фарфора.
После революции фабрика была по территориальному признаку включена в округ бывших заводов Мальцова. Это отразилось и на клейма фабрики, содержащем аббревиатуру «ГМЗ» (Государственные Мальцовские Заводы).
Выпускались в основном чайные и кофейные сервизы, декоративные вазы и «восточный товар» — наборы для плова, пиалы, чайники, блюда. Восточный ассортимент составлял 70% продукции, из них 13% шло на экспорт. Также изготавливались статуэтки. Использовалась ручная роспись продукции.
В 1936 году появилась художественная лаборатория, где в разные годы работали художники: М. Ф. Паламарчук, И. И. Гончаренко, Д. Э. Клювгант, В. С. Губанов, Н. Г. Леонтьева, Н. Н. Ораевский, Л. М. Горбунова и Ю. Н. Горбунов, скульпторы В. А. Шестопалов и Ю. М. Львов. В 1960-1980-е годы предприятие успешно участвовало в выставках разных уровней. Число работников достигало 2 тысяч человек.
Коллекции изделий завода хранятся в Рыбинском и Ярославском музеях-заповедниках.
По состоянию на 2010 год на предприятии работало около 400 человек; около 70% продукции шло на экспорт в Узбекистан, Туркмению и Азербайджан.
На 2011 год завод входил в московский холдинг «ИИС-Посуда».
Весной 2012 года производство на Первомайском фарфоровом заводе было прекращено, а зимой 2013 предприятие официально было признано банкротом.